# Ёлтырева
Ёлтырева (Елтырева, Елтырёва, Елтырёвая; в верховьях Жигалова; южноселькупск. Суксигер) — река в России, протекает по Томской области. Длина реки составляет 332 км, площадь водосборного бассейна — 5240 км².
Берёт начало из озера Лебединого. Высота истока — 149,2 м над уровнем моря. Русло проходит среди болот Западно-Сибирской равнины. Устье реки находится в 204 км от устья Кети по правому берегу, ниже 60 метров над уровнем моря.
Река замерзает в октябре и остаётся под ледяным покровом до мая, половодье проходит в мае-июне. Питание снеговое и дождевое.

## Данные водного реестра
По данным государственного водного реестра России относится к Верхнеобскому бассейновому округу, водохозяйственный участок реки — Кеть, речной подбассейн реки — бассейн притоков (верхней) Оби от Чулыма до Кети. Речной бассейн реки — (верхняя) Обь до впадения Иртыша.